# Comedown Machine
Comedown Machine는 미국에서 2013년 3월 26일, 영국에서 3월 25일에 발매한 미국의 인디 록 밴드 스트록스의 다섯 번째 정규앨범이다. 이 앨범은 오랫동안 스트록스의 레이블이였던 RCA 레코드에서 발매한 마지막 앨범이다. 미국에서 8만장을 팔았다.

## 녹음
제인 로우와 녹음을 협의한 베이시스트 니콜라이 프레이처가 말하길 "우리는 여행을 떠나 이 노래들을 작곡했다, 일부 곡들은 그 중에 남아있고 일부는 새 곡들이다. 우리는 Electric Lady Studios에서 리허설을 했고 거기서 작업을 했다. 그곳은 잠시동안 불확실했지만, 우린... 좋았던 예전 같이 모두 함께 논의를 하여 해결했다. 거긴 정말 멋진 곳이다. 우리가 사는곳으로부터 멀지도 않았다. 로스엔젤레스에 살던 닉은 멀어짔지만, 녹음 기간에는 이곳에서 머물렀다."
줄리안 카사블랑카스는 멤버들과 떨어져 진행되었던 Angles와는 달리 그의 파트를 나머지 밴드 멤버들과 함께 녹음했다.

## 트랙 리스트
전체 작사·작곡: 스트록스)
| #   | 제목                            | 재생 시간 |
| --- | ------------------------------- | --------- |
| 1.  | 〈Tap Out〉                     | 3:42      |
| 2.  | 〈All the Time〉                | 3:01      |
| 3.  | 〈One Way Trigger〉             | 4:02      |
| 4.  | 〈Welcome to Japan〉            | 3:50      |
| 5.  | 〈80's Comedown Machine〉       | 4:58      |
| 6.  | 〈50/50〉                       | 2:42      |
| 7.  | 〈Slow Animals〉                | 4:20      |
| 8.  | 〈Partners in Crime〉           | 3:21      |
| 9.  | 〈Chances〉                     | 3:36      |
| 10. | 〈Happy Ending〉                | 2:52      |
| 11. | 〈Call It Fate, Call It Karma〉 | 3:24      |

| #  | 제목             | 재생 시간 |
| -- | ---------------- | --------- |
| 1. | 〈Fast Animals〉 | 3:43      |

## 싱글 앨범
- "All the Time" (2013년 2월 19일)[2]

## 녹음
| - 줄리안 카사블랑카스 – 보컬 - 앨버트 해먼드 주니어 – 리듬 기타, 키보드 - 닉 발렌시 – 리드 기타, 키보드, 멜로트론 - 니콜라이 프레이처 – 베이스 기타, 더블 베이스 - 파브리지오 모레티 – 드럼, 타악기 | - Gus Oberg - 프로듀서, 오디오 믹싱, 엔지니어 - Phil Joly – 엔지니어 - Dave Lutch - 마스터링 - Brett Kilroe - 미술 감독, 디자인 - Fab Moretti - 미술 감독 - Tina Ibañez - 디자인 - Colin Lane - 밴드 사진작가 - Jason McDonald - 정물화 사진 |

## 차트 순위
| Chart (2013)              | Peak 순위 | No. of weeks 기간 |
| ------------------------- | --------- | ----------------- |
| 호주 앨범 차트            | 7         | 3                 |
| 오스트리아 앨범 차트      | 21        | 2                 |
| 벨기에 플랑드르 앨범 차트 | 31        | 15                |
| 벨기에 왈로니아 앨범 차트 | 49        | 8                 |
| 덴마크 앨범 차트          | 27        | 1                 |
| 네덜란드 음악 차트        | 42        | 2                 |
| 핀란드 음악 차트          | 48        | 1                 |
| 프랑스 앨범 차트          | 17        | 7                 |
| 독일 앨범 차트            | 50        | 2                 |
| 아일랜드 앨범 차트        | 9         | 5                 |
| 이탈리아 앨범 차트        | 31        | 4                 |
| 일본 앨범 차트            | 9         | 13                |
| 멕시코 앨범 차트          | 10        | 2                 |
| 뉴질랜드 앨범 차트        | 18        | 2                 |
| 노르웨이 앨범 차트        | 10        | 1                 |
| 포르투갈 앨범 차트        | 18        | 3                 |
| 스페인 앨범 차트          | 16        | 6                 |
| 스웨덴 앨범 차트          | 28        | 1                 |
| 스위스 앨범 차트          | 16        | 4                 |
| 영국 음반 차트            | 10        | 3                 |
| US 빌보드 200             | 10        | 5                 |